# Microlaimus crassiceps
Microlaimus crassiceps är en rundmaskart som beskrevs av Gerlach 1953. Microlaimus crassiceps ingår i släktet Microlaimus och familjen Microlaimidae. Inga underarter finns listade i Catalogue of Life.